# 加世田梨花
加世田 梨花（かせだ りか、1999年3月2日 - ）は、日本の陸上競技選手、長距離走。世界大学クロスカントリー選手権・個人銀メダル、団体金メダル。ユニバーシアード・ハーフマラソン個人銀メダル、団体金メダル。

## 経歴
2014年、千葉県の和洋国府台女子中学校（私立）から成田高校（私立）へ進学。成田高校は全国高校陸上で総合優勝を何度か果たした陸上の名門校で、スポーツ庁長官の室伏広治（ハンマー投）や陸上解説者の増田明美（1984年ロサンゼルスオリンピックマラソン代表）の出身校としても知られる。そこで、高1から徐々に頭角を現し、高校3年時の2016年、1学年上の関谷夏希が主力として連続出場していた市立船橋や日体大柏相手に千葉県予選を勝ち抜き全国高校女子駅伝に出場した。エース区間1区6kmを走り19分35秒を記録し、一級下の4位田中希実（西脇工業高2年）と4秒差、同一級下で区間賞の和田有菜（長野東高2年）と21秒差の5位だった。
2017年、多くの実業団からの誘いを断り名古屋の名城大学に進学。同年代のライバルには樺沢和佳奈（慶應義塾大）、工藤杏華（日体大）、井手彩乃（福岡大）などがいる。1年生からエースとして全日本大学女子駅伝の優勝に貢献した。翌2018年には和田有菜、髙松智美ムセンビの2人が入学し、チーム内に強力なライバルが現れたことで互いに競いながら力を伸ばした。この3名に和田の長野東高校一級後輩の小林成美、荒井優奈（須磨学園）、山本有真（愛知・光ヶ丘女子高）、さらに増渕祐香（東京・錦城学園）らの総合力が名城大学女子駅伝部を最強の座に押し上げた。
同2018年4月7日の大学2年時、世界大学クロスカントリー選手権個人で銀メダル獲得、団体では五島莉乃（中央大）、関谷夏希（大東文化大）、棟久由貴（東京農大）らとともに金メダル獲得。
2019年の大学3年時、2019年夏季ユニバーシアードハーフマラソン個人では、鈴木優花（大東文化大2年）に終盤振り切られ2着になり銀メダルを獲得、団体では金メダルを獲得した。
上述した高校時代から1歳上の関谷夏希（市立船橋高→大東文化大学）に対して激しいライバル意識を持ち、全日本大学女子駅伝と大学女子選抜（富士山女子）駅伝では毎回最長区間で競った。2020年、大学4年時の全日本大学女子駅伝に大東文化大大学院1年の関谷も出場して最終対決が実現した。最長区間たる5区9.2kmを走り、加世田は区間新記録になる29分14秒を記録し、関谷は区間2位の29分47秒だった。2人の対戦成績は3勝3敗1分の五分の成績で大学女子駅伝の名物勝負が終わった。
大学卒業後、ダイハツ工業陸上部で競技を継続している。
2022年9月25日ドイツ・ベルリンで第48回ベルリンマラソンに出走、当時日本歴代10位となる2時間21分55秒で7位入賞。

## 特徴
日本のトップランナーの中でもとても小柄で、その体つきや表情などから増田から親しみを込めて「カピバラちゃん」と呼ばれている。
身長とは似合わない大きなストライドで走るが、無理にストライドを伸ばして走っているようには見えない。スタミナが豊富で一定のスピードを維持して走ることができる反面、チームメイトの髙松や和田が見せる爆発的なスパートやスピードの変化には向かない走法である。
オリンピックや世界選手権のマラソンを目指すと公言しており、その準備としてユニバーシアードではハーフマラソンに出場したが、鈴木優花（大東文化大）のスパートにつくことができず2位に敗れた。今後はスピードを高め、それを長く維持して他のランナーを振り切ってしまうスタミナの養成が期待される。

## 主な記録
| 年     | 大会                                           | 種目           | 順位          | 備考             |
| ------ | ---------------------------------------------- | -------------- | ------------- | ---------------- |
| 2015年 | 和歌山インターハイ2015                         | 3000m          | 5位           |                  |
|        | 第70回国民体育大会（和歌山）                   | 少年A3000m     | 5位           |                  |
| 2016年 | 全国女子駅伝                                   | 2区            | 区間賞        | 千葉県5位        |
|        | アジアクロスカントリー選手権                   | ジュニア6.45km | 4位           | 日本団体銀メダル |
|        | 岡山インターハイ2016                           | 3000m          | 8位           |                  |
|        | U20世界選手権                                  | 5000m          | 8位           |                  |
|        | 第71回国民体育大会（岩手）                     | 少年A3000m     | 3位           |                  |
|        | 全国高校駅伝                                   | 1区            | 区間5位       | 成田高校5位      |
| 2017年 | 全国女子駅伝                                   | 1区            | 区間4位       | 千葉県3位        |
|        | クロスカントリー日本選手権                     | ジュニア6km    | 4位           |                  |
|        | 世界クロスカントリー選手権                     | ジュニア6km    | 22位          | 日本団体4位      |
|        | 日本学生個人                                   | 5000m          | 優勝          |                  |
|        | 日本インカレ                                   | 5000m          | 2位           |                  |
|        | 全日本大学女子駅伝                             | 5区            | 区間2位       | 名城大学優勝     |
|        | セブンヒルズロードレース（オランダ）           | 15㎞           | 7位           |                  |
|        | 大学女子選抜（富士山女子）駅伝                 | 5区            | 区間3位       | 名城大学3位      |
| 2018年 | 全国女子駅伝                                   | 1区            | 6位           | 千葉県12位       |
|        | クロスカントリー日本選手権                     | シニア8km      | 5位           |                  |
|        | アジアクロスカントリー選手権                   | シニア8km      | 9位           |                  |
|        | 世界大学クロスカントリー選手権                 | 9km            | 銀メダル      | 団体金メダル     |
|        | 日本インカレ                                   | 10000m         | 1位           |                  |
|        | 全日本大学女子駅伝                             | 5区            | 区間2位       | 名城大学優勝     |
|        | 大学女子選抜（富士山女子）駅伝                 | 5区            | 区間賞        | 名城大学大会記録 |
| 2019年 | クロスカントリー日本選手権                     | シニア8km      | 7位           |                  |
|        | 日本学生女子（まつえレディース）ハーフマラソン | ハーフマラソン | 2位           |                  |
|        | 第103回日本選手権（福岡）                      | 5000m          | 11位          |                  |
|        | 日本インカレ                                   | 10000m         | 3位           |                  |
|        | 第30回夏季ユニバーシアード・ナポリ大会         | ハーフマラソン | 銀メダル      | 団体金メダル     |
|        | 全日本大学女子駅伝                             | 5区            | 区間賞        | 名城大学優勝     |
|        | 大学女子選抜（富士山女子）駅伝                 | 5区            | 区間賞        | 名城大学優勝     |
| 2020年 | 全国女子駅伝                                   | 1区            | 区間11位      | 千葉県12位       |
|        | クロスカントリー日本選手権                     | シニア8km      | 7位           | 名城大学団体優勝 |
|        | 日本インカレ                                   | 5000m          | 2位           |                  |
|        | 日本インカレ                                   | 10000m         | 優勝          |                  |
|        | 全日本大学女子駅伝                             | 5区            | 区間賞/区間新 | 名城大学優勝     |
|        | 第104回日本選手権（大阪）                      | 10000m         | 9位           |                  |
|        | 大学女子選抜（富士山女子）駅伝                 | 5区            | 区間3位       | 名城大学優勝     |
| 2021年 | 第105回日本選手権（長居）                      | 5000m          | 9位           |                  |
|        | 実業団女子駅伝                                 | 3区            | 区間10位      | ダイハツ5位      |
| 2022年 | 第106回日本選手権（長居）                      | 5000m          | 8位           |                  |
|        | 実業団女子駅伝                                 | 3区            | 区間3位       | ダイハツ5位      |
| 2023年 | 第107回日本選手権（長居）                      | 5000m          | 2位           |                  |
|        | 実業団女子駅伝                                 | 3区            | 区間4位       | ダイハツ5位      |
| 2024年 | 第108回日本選手権（新潟）                      | 5000m          | 4位           |                  |
|        | 実業団女子駅伝                                 | 3区            | 区間8位       | ダイハツ11位     |